# Александру Максім
Александру Максім (рум. Alexandru Maxim, нар. 8 липня 1990, П'ятра-Нямц) — румунський футболіст, півзахисник турецького «Газіантепа» та національної збірної Румунії.

## Клубна кар'єра
Народився 8 липня 1990 року в місті П'ятра-Нямц. Вихованець юнацьких команд футбольних клубів «Олімпія» (П'ятра-Нямц), «Ардеалул» та «Еспаньйол».
У дорослому футболі дебютував 2009 року виступами за команду клубу «Еспаньйол», в якій провів два сезони, не провівши, втім, жодного офіційного матчу у складі головної команди барселонського клубу. 
Пізніше привернув увагу представників тренерського штабу клубу «Бадалона», до складу якого приєднався 2010 року на правах оренди. Відіграв за бадалонський клуб один сезон своєї ігрової кар'єри.
До складу клубу «Пандурій» приєднався 2011 року. Наразі встиг відіграти за команду з Тиргу-Жіу 33 матчі в національному чемпіонаті.

## Виступи за збірні
Протягом 2011–2012 років залучався до складу молодіжної збірної Румунії. На молодіжному рівні зіграв у 3 офіційних матчах.
У 2012 році дебютував в офіційних матчах у складі національної збірної Румунії. Наразі провів у формі головної команди країни 50 матчів, забивши 7 голів.
| Дата       | Місто            | Господарі         | Результат | Гості             | Турнір            | Голи | Примітки  |
| ---------- | ---------------- | ----------------- | --------- | ----------------- | ----------------- | ---- | --------- |
| 30-5-2012  | Люцерн           | Швейцарія         | 0 – 1     | Румунія           | товариський матч  | -    | 82'       |
| 5-6-2012   | Інсбрук          | Австрія           | 0 – 0     | Румунія           | товариський матч  | -    | 86'       |
| 11-9-2012  | Бухарест         | Румунія           | 4 – 0     | Андорра           | Відбір до ЧС 2014 | 1    | 80'       |
| 14-11-2012 | Бухарест         | Румунія           | 2 – 1     | Бельгія           | товариський матч  | 1    | 46'       |
| 2-2-2013   | Малага           | Польща            | 4 – 1     | Румунія           | товариський матч  | -    | 46'       |
| 6-2-2013   | Малага           | Румунія           | 3 – 2     | Австралія         | товариський матч  | -    | 73'       |
| 22-3-2013  | Будапешт         | Угорщина          | 2 – 2     | Румунія           | Відбір до ЧС 2014 | -    | 66'       |
| 14-8-2013  | Бухарест         | Румунія           | 1 – 1     | Словаччина        | товариський матч  | -    | 46'       |
| 6-9-2013   | Бухарест         | Румунія           | 3 – 0     | Угорщина          | Відбір до ЧС 2014 | -    | 64'       |
| 10-9-2013  | Бухарест         | Румунія           | 0 – 2     | Туреччина         | Відбір до ЧС 2014 | -    | 46'       |
| 11-10-2013 | Андорра-ла-Велья | Андорра           | 0 – 4     | Румунія           | Відбір до ЧС 2014 | -    | 69'       |
| 15-11-2013 | Пірей            | Греція            | 3 – 1     | Румунія           | Відбір до ЧС 2014 | -    | 87'       |
| 19-11-2013 | Бухарест         | Румунія           | 1 – 1     | Греція            | Відбір до ЧС 2014 | -    |           |
| 5-3-2014   | Бухарест         | Румунія           | 0 – 0     | Аргентина         | товариський матч  | -    | 46'       |
| 31-5-2014  | Івердон-ле-Бен   | Албанія           | 0 – 1     | Румунія           | товариський матч  | -    | 83'       |
| 4-6-2014   | Женева           | Румунія           | 1 – 2     | Алжир             | товариський матч  | -    | 73'       |
| 7-9-2014   | Пірей            | Греція            | 0 – 1     | Румунія           | Відбір до ЧЄ 2016 | -    | 68'       |
| 11-10-2014 | Бухарест         | Румунія           | 1 – 1     | Угорщина          | Відбір до ЧЄ 2016 | -    | 84'       |
| 14-11-2014 | Бухарест         | Румунія           | 2 – 0     | Північна Ірландія | Відбір до ЧЄ 2016 | -    | 58' 77'   |
| 18-11-2014 | Бухарест         | Румунія           | 2 – 0     | Данія             | товариський матч  | -    | 65'       |
| 29-3-2015  | Плоєшті          | Румунія           | 1 – 0     | Фарерські острови | Відбір до ЧЄ 2016 | -    |           |
| 13-6-2015  | Белфаст          | Північна Ірландія | 0 – 0     | Румунія           | Відбір до ЧЄ 2016 | -    | 90'       |
| 4-9-2015   | Будапешт         | Угорщина          | 0 – 0     | Румунія           | Відбір до ЧЄ 2016 | -    | 89'       |
| 7-9-2015   | Бухарест         | Румунія           | 0 – 0     | Греція            | Відбір до ЧЄ 2016 | -    | 64'       |
| 8-10-2015  | Бухарест         | Румунія           | 1 – 1     | Фінляндія         | Відбір до ЧЄ 2016 | -    | 60'       |
| 11-10-2015 | Торсгавн         | Фарерські острови | 0 – 3     | Румунія           | Відбір до ЧЄ 2016 | 1    | 78'       |
| 17-11-2015 | Болонья          | Італія            | 2 – 2     | Румунія           | товариський матч  | -    | 46'       |
| 25-5-2016  | Комо             | Румунія           | 1 – 1     | ДР Конго          | товариський матч  | -    | 59'       |
| 29-5-2016  | Торіно           | Румунія           | 3 – 4     | Україна           | товариський матч  | -    | 57' 90+1' |
| 1-9-2017   | Бухарест         | Румунія           | 1 – 0     | Вірменія          | Відбір до ЧС 2018 | 1    | 81'       |
| 4-9-2017   | Подгориця        | Чорногорія        | 1 – 0     | Румунія           | Відбір до ЧС 2018 | -    |           |
| Усього     |                  | Матчів            | 31        |                   | Голів             | 4    |           |